# Condado de Galveston
O Condado de Galveston (em inglês:  Galveston County) é um dos 254 condados do estado norte-americano do Texas. A sede e maior cidade do condado é Galveston. Foi fundado em 1838.
O condado possui uma área de 2 263 km², dos quais 1 283 km² estão cobertos por água, uma população de 342 mil habitantes, e uma densidade populacional de 297,3 hab/km² (segundo o censo nacional de 2020).